# Samuel Moore
Samuel Moore (ur. 8 lutego 1774 w Deerfield, zm. 18 lutego 1861 w Filadelfii) – amerykański lekarz, przedsiębiorca, polityk. W latach 1818–1822 był przedstawicielem republikanów w Kongresie. Dyrektor U.S. Mint w latach 1824–1835.

## Życiorys
Urodził się 8 lutego 1774 roku w Deerfield w prowincji New Jersey.
W 1791 roku ukończył studia na Uniwersytecie Pensylwanii. W latach 1792–1794 pracował jako wykładowca na tym samym uniwersytecie. Następnie studiował medycynę. Otworzył praktykę w Dublinie i Greenwich. Do 1808 roku zajmował się również handlem w Indiach Wschodnich. W 1808 roku powrócił do Stanów Zjednoczonych i nabył w Bridge Point młyny zbożowe oraz olejowe. Był również właścicielem tartaku i młynu wełnianego.
13 października 1818 roku z ramienia partii republikańskiej zastąpił w 15. Kongresie Samuela D. Inghama. Następnie został wybrany do 16. i 17. Kongresu. Był przewodniczącym Komisji ds. Indian. 20 maja 1822 roku zrezygnował z mandatu kongresmana.
15 lipca 1824 roku został mianowany przez prezydenta Jamesa Monroego dyrektorem U.S. Mint.
W 1834 roku rząd Stanów Zjednoczonych, w ramach polityki otwierania swojej gospodarki na nowe rynki, podjął decyzję o wysłaniu specjalnego przedstawiciela Edmunda Robertsa z misjami dyplomatyczno-handlowymi do sułtana Maskatu i Omanu Sa’ida ibn Sultana oraz króla Syjamu Ramy III. W celu ułatwienia nawiązania kontaktów Roberts zaproponował wręczenie wspomnianym władcom prezentów. Wśród nich miały się znaleźć amerykańskie monety zapakowane w specjalne szkatuły. W tym samym roku Departament Stanu poprosił U.S. Mint i Departament Skarbu o przygotowanie specjalnych zestawów monet próbnych wybitych stemplem lustrzanym na potrzeby wizyt dyplomatycznych. W celu stworzenia zestawu monet z 1804 roku Moore nakazał wybić specjalnie monety jednodolarowe stemplem z rokiem 1804, w którym nigdy nie wybijano monet o tym nominale.
W związku z uchwaleniem przez Kongres w 1834 roku Coinage Act of 1834, który zredukował masę złotych monet i zmniejszył próbę złota użytego do ich produkcji, nakazał, aby monety bite według nowego standardu różniły się wizerunkiem od poprzednich. W tym celu z rewersu monety usunięto motto „E Pluribus Unum” oraz materiałową czapkę. Moore uważał łacińską inskrypcję na monetach za zbędą. W 1835 roku zrezygnował ze stanowiska dyrektora mennicy. W 1835 roku, już jako były dyrektor mennicy, podjął skuteczne starania na rzecz zatrudnienia na stanowisku rytownika amerykańskiej mennicy Christiana Gobrechta .
Po rezygnacji przeprowadził się do Filadelfii i zajął się wydobyciem i handlem węglem. Był prezesem przedsiębiorstwa Hazleton Coal Co. aż do swojej śmierci 18 lutego 1861 roku.